# Маргінальна наука
Маргінальна наука (англ. fringe science) — ідеї, що характеризуються високим рівнем спекулятивності або спираються на вже спростовані припущення. Маргінальні наукові теорії часто висуваються людьми, які не мають традиційної академічної наукової освіти, або дослідниками за межами традиційної наукової дисципліни. Широкому загалу важко відрізнити науку від її імітаторів, і в деяких випадках «бажання вірити або загальна недовіра до експертів є дуже потужним стимулом для прийняття псевдонаукових висновків».
Термін «маргінальна наука» охоплює все — від новітніх гіпотез, які можна перевірити шляхом наукового методу, до диких ad hoc гіпотез та просто нісенітниці. Це призводить до тенденції відкидати всю маргінальну науку як сферу діяльності псевдонауковців, аматорів і шарлатанів.
Концепція, яка колись була прийнята у науковій спільноті, може стати маргінальною наукою через пізнішу переоцінку попередніх досліджень. Наприклад, теорія фокальної інфекції, яка стверджувала, що фокальні інфекції мигдалин або зубів є першопричиною системних захворювань, колись вважалася медичним фактом. З того часу вона була відкинута через брак доказів. 